# Clinopodium mimuloides
Clinopodium mimuloides är en kransblommig växtart som först beskrevs av George Bentham, och fick sitt nu gällande namn av Carl Ernst Otto Kuntze. Clinopodium mimuloides ingår i släktet bergmyntor, och familjen kransblommiga växter. Inga underarter finns listade i Catalogue of Life.